# ۲۴۱ (قمری)
۲۴۱ (قمری)، دویست و چهل و یکمین سال در گاهشماری هجری قمری است. اول محرم این سال برابر با بیست و ششم مه سال ۸۵۵ میلادی است.